# Hieróglifos minoicos

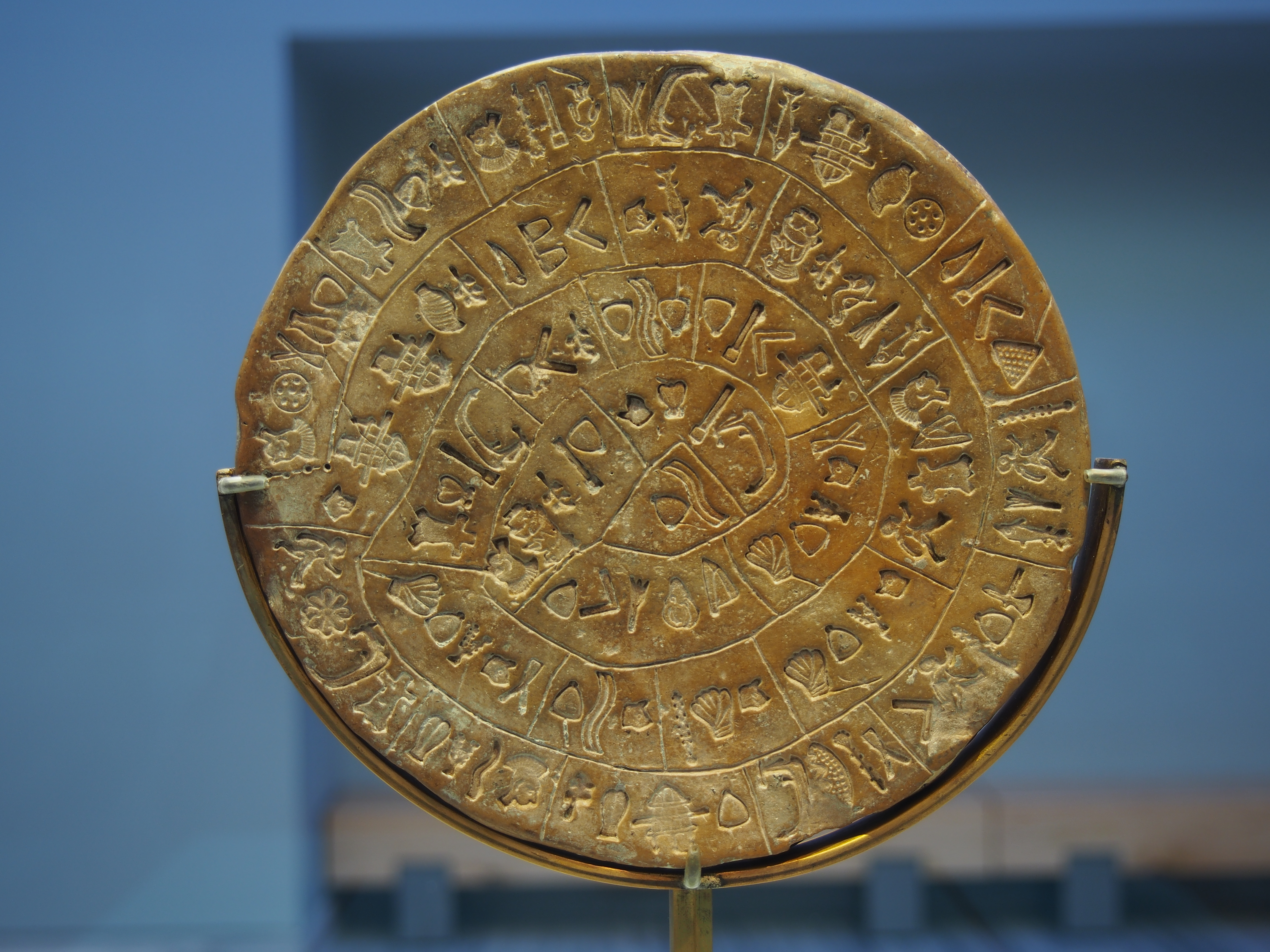
Disco de Festo - Lado B

Hieróglifos minoicos são o conjunto de símbolos desenvolvidos pelos minoicos como sua primeira forma de escrita. Os minoicos foram os precursores da escrita no Mar Egeu. Pouco antes da fundação dos palácios de Creta em 2 000 a.C., surgem em selos cretenses combinações de sinais que são, provavelmente, uma forma de escrita. Esta escrita é de origem ideográfica, isto é, composta por ideogramas, ou seja, imagens de objetos ou conceitos que são reconhecíveis, mas que no início não continham nenhum valor fonético. Mais tarde as imagens adquiriram um significado e marcaram sons fonéticos presentes nas palavras correspondentes.
Esta primeira escrita minoico é comumente chamada hieroglífica, termo emprestado dos caracteres egípcios por Evans, já que os símbolos cretenses apresentam semelhanças com símbolos hieroglíficos dos períodos prédinástico e protodinástico egípcios. Embora haja semelhanças entre os sinais egípcios e cretenses, parece que nunca existiu uma inter-relação direta. Apesar disso, esses hieróglifos são frequentemente associados com os egípcios, mas também apresentam semelhanças com vários outros sistemas de escrita da Mesopotâmia.
A evolução da escrita desta iconografia tem duas fases de evolução: de selos com ideogramas no pré-palaciano e protopalaciano; de textos iconográficos protolineares que se desenvolveram em paralelo durante o período protopalaciano.
Arthur Evans foi para Creta a fim de descobrir uma nova forma de escrita, e foi o primeiro a dar importância para os escritos da Idade do Bronze de Creta e da Grécia continental. Após um ano de escavações em Cnossos,  foram descobertas quase mil tabuinhas, completas ou fragmentadas. Em seu livro Scripta Minoa, Arthur Evans tentou unir os hieróglifos minoicos. Contou 135, mas seu número total é maior, uma vez que nem todos foram catalogados por ele. No entanto, ele conseguiu distinguir duas fases na evolução destes hieróglifos, e descobriu que sua utilização foi generalizada em Creta. A segunda fase é caracterizada pela incisão meticulosa e caligráfica dos sinais. Esta segunda fase coincide com o período da fase Camares protopalaciana, que durou até cerca de 1 700 a.C. A escrita continuou a ser usada após essa data em textos rituais. Sobre este ponto, as teorias são de que a escrita hieroglífica, originalmente derivada de formas naturais, seria convertida em um talismã usado no final do minoano antigo. Foram encontrados selos com inscrições hieroglíficas datados do Minoano Médio, inclusivamente alguns em edifícios de Cnossos destruídos em 1 450 a.C. Também foram descobertas versões simplificadas desses hieróglifos, adotando uma escrita linear, assim como uma espécie de grafite nas paredes de Cnossos e Hagia Triada, a partir de 1 700 a.C. Como no Egito, talvez uma escrita simples tenha sido desenvolvida para o uso de papiro e tinta; mas, até o momento, as únicas inscrições de Creta feitas em tinta são em copos de barro de Cnossos 1 600 a.C..

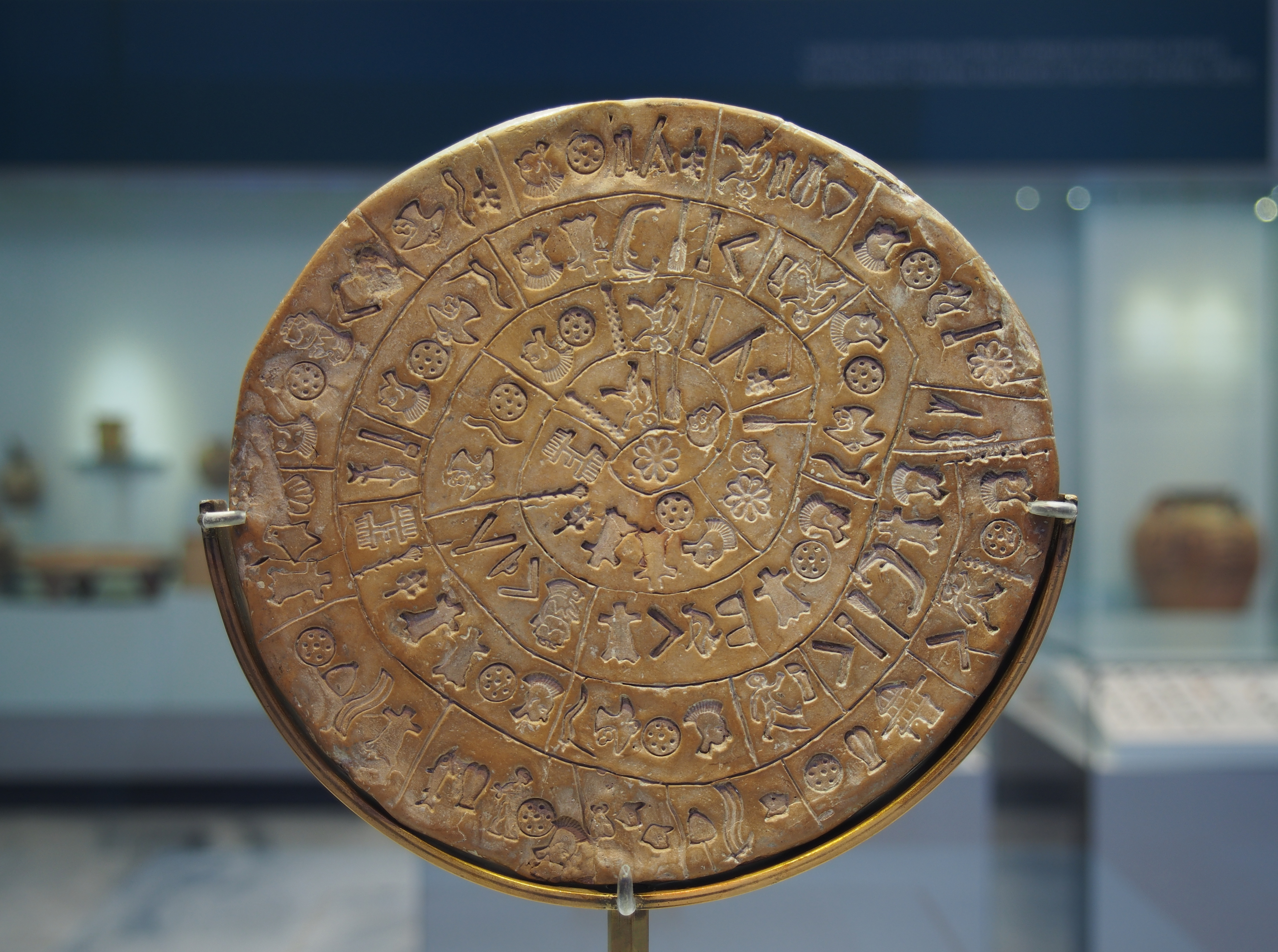
Disco de Festo - Lado A.

Evans catalogou os hieróglifos em diferentes categorias. Alguns são tirados do reino animal (gato selvagem, cabeça de leão, criança, boi, pomba); alguns sinais representam partes do corpo humano (olhos, mãos, pés) ou mesmo a silhueta humana inteira. Outros sinais são vasos, ferramentas e outros objetos da vida cotidiana: arado, lira, faca, serra, barco. Há também o machado duplo (lábris), o trono, a flecha e a cruz. Embora não decifrados, os hieróglifos encontrados por Evans (evidenciou-os em meio as suas escavações) ajudaram a pintar um retrato da civilização minoica. Para Evans, os hieróglifos são indicações de uma comunidade mercantil, industrial e agrícola. Ele analisa as ferramentas, algumas das quais ele considera de origem egípcia e eram usadas por pedreiros, carpinteiros e decoradores de grandes palácios. Descobriu-se em um dos símbolos que a lira de oito cordas tinha atingido o mesmo estágio de desenvolvimento que se sabe ter havido no período clássico, quase mil anos antes de Terpandro. A recorrência do símbolo do navio sugere uma atividade comercial importante. O lingote ilustrado era, de acordo com Evans, um meio de pagamento.
Evans tentou interpretar os sinais como representações do dignitário minoico. Assim, o machado duplo seria o emblema do guardião do santuário do machado duplo, que é o palácio de Cnossos. Os olhos simbolizavam o superintendente ou supervisor; a espátula para arquiteto; a porta para guardião, e assim por diante. Mas essa visão foi, então, considerada prematura, uma vez que ainda são incertas as naturezas dos objetos representados pelos hieróglifos. Mas mesmo que soubéssemos exatamente o que os hieróglifos representam, parece arriscado atribuir um significado tão perto do objeto representado. Algumas séries de hieróglifos que surgem regularmente nos selos foram atribuídos a nove nomes de deuses, ou talvez ao título de sacerdotes ou dignitários.

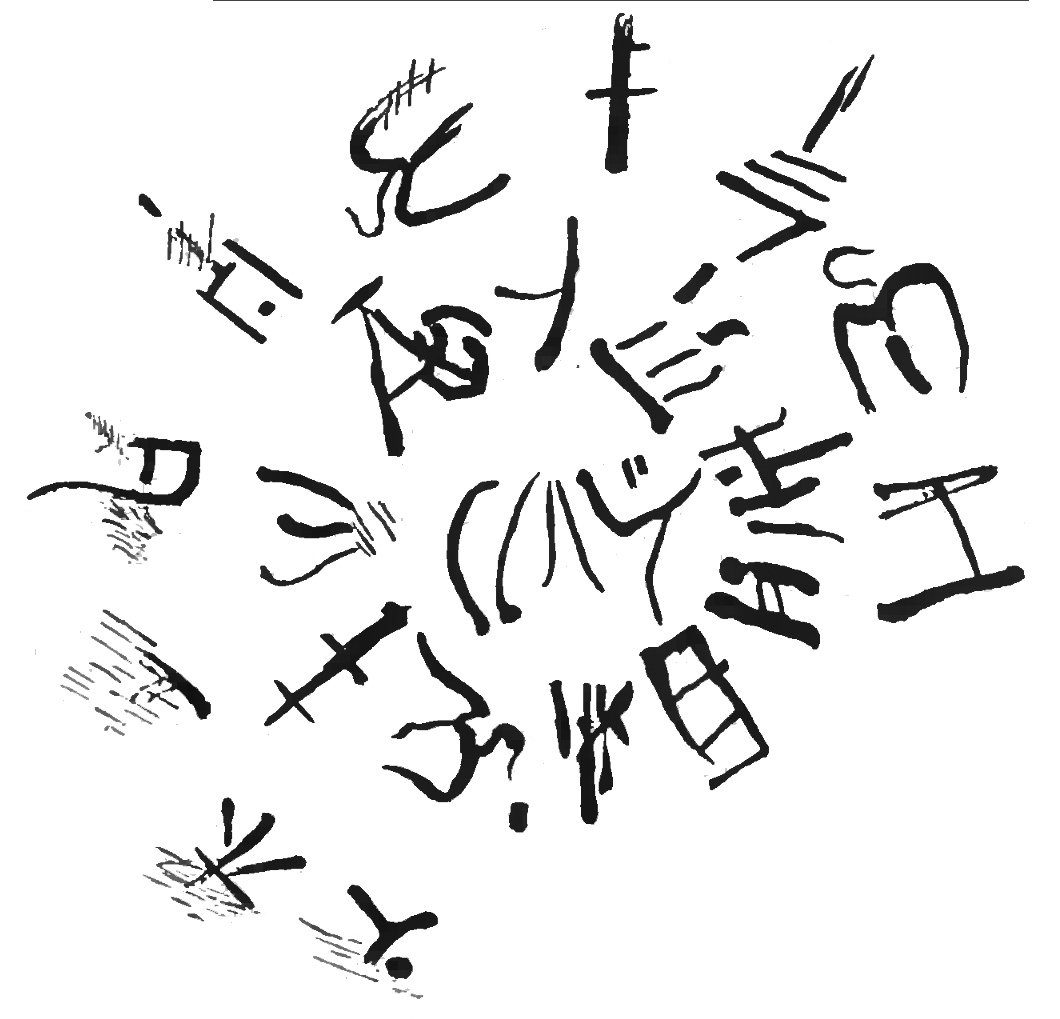
Escrita linear hieroglífica.

A cópia mais importante das inscrições hieroglíficas de Creta é o disco de Festo, descoberto em 1903 em um depósito dos apartamentos nordeste do palácio. As duas superfícies do disco são cobertas por hieróglifos dispostos em uma espiral, e impressos no barro enquanto ele ainda estava mole. Os sinais formam grupos, separados por linhas verticais, cada um desses grupos representando uma palavra. Podemos distinguir 45 tipos diferentes de sinais, alguns dos quais podem ser identificados como do período protopalaciano. Algumas séries de hieróglifos repetem-se como refrões, sugerindo um hino religioso.
Evans punha a hipótese de que o disco não era cretense, mas sim que ele foi importado do sudoeste asiático. No entanto, a descoberta na caverna de Arcalochóri de inscrições de um machado duplo semelhante às do disco, e uma inscrição de um anel de ouro em Mavro Spílio com um arranjo em espiral permite afirmar que o disco de Festo é de origem cretense.
Após algumas modificações do sistema iconográfico, surgem novos sistemas de escrita, primeiro o Linear A e posteriormente o Linear B.